# VM i bandy 1963
Verdensmesterskabet i bandy 1963 var det tredje VM i bandy, og mesterskabet blev arrangeret af Federation of International Bandy. Turneringen havde deltagelse af fire hold og blev afviklet i byerne Nässjö, Karlstad, Katrineholm, Uppsala, Västerås og Stockholm i Sverige i perioden 20. – 24. februar 1963.
Mesterskabet blev vundet af de forsvarende verdensmestre fra Sovjetunionen foran Finland med værtslandet Sverige på tredjepladsen. Det var Sovjetunionens tredje VM-titel i træk, og den sovjetiske sejr var en del af en stime på 11 VM-guld i træk.

## Resultater
De fire hold spillede en enkeltturnering alle-mod-alle, så alle holdene mødte hinanden én gang. Sejre gav 2 point, uafgjorte 1 point, mens nederlag gav 0 point.
| Dato  | Kamp                    | Res.  | Spillested  |
| ----- | ----------------------- | ----- | ----------- |
| 20.2. | Sovjetunionen – Finland | 6–1   | Nässjö      |
| 20.2. | Sverige – Norge         | 12–00 | Karlstad    |
| 22.2. | Sovjetunionen – Norge   | 8–1   | Katrineholm |
| 22.2. | Sverige – Finland       | 0–1   | Uppsala     |
| 24.2. | Finland – Norge         | 2–2   | Västerås    |
| 24.2. | Sverige – Sovjetunionen | 0–8   | Stockholm   |

| Plac. | Hold          | Kampe | + Mål − | Point |
| ----- | ------------- | ----- | ------- | ----- |
| 1.    | Sovjetunionen | 3     | 22-20   | 6     |
| 2.    | Finland       | 3     | 4-8     | 3     |
| 3.    | Sverige       | 3     | 12-90   | 2     |
| 4.    | Norge         | 3     | 03-22   | 1     |